# Homer Goes to Prep School
«Homer Goes to Prep School» (с англ. — «Гомер отправляется в подготовительную школу») — девятый эпизод двадцать четвёртого сезона мультсериала «Симпсоны». Выпущен 6 января 2013 года в США на телеканале «Fox».

## Сюжет
Симпсоны приезжают в детский развлекательный центр, и Гомеру там не нравится, поскольку ему нужно следить за детьми. Он направляется в отдел, где сидят другие отцы, бросившие детей. В это время из центра за мячом выбегает малыш, и двери здания автоматически закрываются. Мардж и остальные женщины ведут себя спокойно, рассказывая истории о рождении детей. А вот мужчины сошли с ума и стали атаковать друг друга.
После инцидента Гомер, наблюдавший за происходящим, переживает травматический стресс, и видит всё окружающее как обезьян. В таверне Мо он заявляет, что сомневается в том, что человечество переживёт апокалипсис. Гомера слышит мужчина по имени Ллойд, и говорит ему, что он один из людей, готовящихся к концу света. Он показывает ему группу «выживал» и приглашает Гомера в неё. Тот соглашается, и вскоре начинает изучать апокалипсис и как его пережить.
Во время просмотра фильма-катастрофы на Спрингфилдской АЭС Гомер не замечает, что взорвалась цистерна. Вырывается электромагнитный импульс, и все электроприборы в Спрингфилде перестают работать. Гомер, считая, что грядет судный день, берёт семью в лагерь «выживал», чтобы начать другую жизнь. Но Мардж не нравится такая идея.
Позже Гомер узнаёт, что необходимое «выживалам» снаряжение нельзя выносить из лагеря. Чтобы помочь спрингфилдцам, он крадёт снаряжение и уезжает в город с семьёй. Симпсонам удаётся оторваться от погони, и они приезжают в Спрингфилд. Но там они узнают, что жители быстро приспособились к жизни без электричества и не сошли с ума. Это жутко расстраивает Ллойда. Лиза говорит, что все вынесли хороший урок. И тут показывают метеорит, приближающийся к Земле, а на метеорите — толпа зомби.

## Культурные отсылки
- Когда Гомер видит мужчин, сбегающих из центра, в виде обезьян, это является отсылкой к фильму «Восстание планеты обезьян».

## Отношение критиков и публики
Эпизод получил рейтинг 4.2, его просмотрело около 8.97 миллионов зрителей 18-49 лет, и он стал самым просматриваемым сериалом на «Fox» в воскресную ночь. Отзывы от критиков были смешанные.
Так, Роберт Дэвид Салливан из «The A.V. Club» дал эпизоду оценку «C», назвав его «довольно безжизненным».
Тереза Лопез из «TV Fanatic» сказала: «Здесь есть довольно много смешных реплик, шуток и пародий на фильмы-катастрофы, но ничего особо волнующего там не было. Шоу продолжает оставаться развлекательным благодаря своей актуальности, поэтому эпизод оценить можно выше среднего».